# Elemental World
「Elemental World」（エレメンタル・ワールド）は、ChouChoの楽曲。2017年2月15日に14枚目のシングルとしてLantisから発売された。

## 概要
CDシングルとしては前作「Asterism」以来、6か月半ぶりのリリースとなる。
表題曲はテレビアニメ『政宗くんのリベンジ』のエンディングテーマとして使用された。作詞、作曲をAstroNoteSが手掛けるのは前作から2作連続。

## 批評
CDジャーナルは「伸びやかな歌唱と落ち着いた声質で、安定感抜群の楽曲になっている」と批評した。
リスアニ!は、「瑞々しく晴れやかなサウンドと心に真っ直ぐ届く歌声が気持ち良い、洋楽ライクなオシャレな楽曲。幼い頃から抱き続けてきた大切な想いについて書かれた歌詞は、心の奥に大事にしまっている夢への熱い想いにも、アニメのヒロインが主人公へ抱く想いにも取れるバランス感が絶妙だ」と批評した。

## チャート成績
初週895枚を売り上げ、2017年2月27日付オリコン週間シングルランキングで初登場67位を獲得。チャート登場回数は3回。累計1,214枚のセールスを記録した。

## シングル収録内容
| 全作詞: ChouCho。 |                                |           |              |      |
| #                 | タイトル                       | 作詞      | 作曲・編曲   | 時間 |
| 1.                | 「Elemental World」            | ChouCho   | AstroNoteS   | 4:43 |
| 2.                | 「櫛風沐雨」                   | ChouCho   | 藤戸じゅにあ | 4:09 |
| 3.                | 「Elemental World」(off vocal) | ChouCho   |              | 4:42 |
| 4.                | 「櫛風沐雨」(off vocal)        | ChouCho   |              | 4:05 |
| 合計時間:         | 合計時間:                      | 合計時間: | 17:39        |      |

## 収録アルバム
| 曲名            | 収録アルバム                                  | 発売日        | 備考          |
| --------------- | --------------------------------------------- | ------------- | ------------- |
| Elemental World | 政宗くんのリベンジ オリジナルサウンドトラック | 2017年3月29日 | TV Sizeで収録 |
| Elemental World | color of time                                 | 2018年1月17日 |               |
| Elemental World | ChouCho the BEST                              | 2021年12月8日 |               |